# Richard Easterlin
Richard Ainley Easterlin (* 12. Januar 1926 in Ridgefield Park, New Jersey; † 16. Dezember 2024 in Pasadena, Kalifornien) war ein US-amerikanischer Wirtschaftswissenschaftler und Hochschullehrer. Besondere Bekanntheit erlangte er über das nach ihm benannte Easterlin-Paradox über den Zusammenhang zwischen Einkommen und Glück.

## Werdegang, Forschung und Lehre
Easterlin studierte zunächst am Stevens Institute of Technology, an dem er 1945 seinen Abschluss als Master of Engineering machte. Anschließend ging er an die University of Pennsylvania. 1949 erhielt er den Master-of-Arts-Titel, vier Jahre später graduierte er an der Universität als Ph.D. Bis 1956 arbeitete er als Assistant Professor, anschließend als Associate Professor. 1960 wurde er an der Hochschule zum ordentlichen Professor berufen. 1978 übernahm er den William-R.-Kenan-Jr.-Lehrstuhl. 1982 folgte er einem Ruf der University of Southern California.
Easterlins Arbeitsschwerpunkte lagen in der Erforschung von Glück und Lebensqualität, der Demografie und im Bereich Wirtschaftsgeschichte. Insbesondere setzte er sich systemvergleichend mit dem Zusammenhang von Glücklichsein und Wirtschaftswachstum in sozialistischen und marktwirtschaftlichen Wirtschaftssystemen auseinander.
Das Easterlin-Paradox formulierte Eastlerin 1974 in seinem Artikel „Does Economic Growth Improve the Human Lot?“. Bei Untersuchungen von in verschiedenen Ländern gehaltenen Umfragen aus dem Zeitraum zwischen dem Ende des Zweiten Weltkrieges und 1970 beobachtete Easterlin einen schwächeren Zusammenhang zwischen subjektivem Glück und Einkommen innerhalb der Länder als bei Vergleichen zwischen verschiedenen Ländern. Es zeigte sich, dass langfristig betrachtet die Lebenszufriedenheit trotz steigenden Einkommen eines Landes nicht wächst. Er schlussfolgerte, dass relative Einkommen subjektive Zufriedenheit besser widerspiegeln als absolute Einkommen. In der Folge wurden seine Ergebnisse und Aussagen kontrovers diskutiert.
Easterlin erforschte die Kohorte der Baby-Boomer und den Zusammenhang zwischen Veränderungen in der Sterblichkeit respektive der Geburtenraten im Zuge des technologischen Fortschritts. Er formulierte die nach ihm benannte „Easterlin-Hypothese“, wonach die Anzahl der Kinder in Familien sich nach dem relativen Einkommen bestimmt, also dem Einkommen, das die Elterngeneration im Vergleich zum Einkommen der Großelterngeneration erlebte. Unter der Annahme, dass starke Geburtenjahrgänge stärkerer Konkurrenz auf dem Arbeitsmarkt ausgesetzt sind und deshalb ein niedriges relatives Einkommen haben werden, folgt auf einen Baby-Boom ein Baby-Bust, eine Generation mit niedrigeren Kinderzahlen. Diese Generation wiederum hat wegen ihrer Knappheit Vorteile auf dem Arbeitsmarkt, höhere relative Einkommen, so dass die Kinderzahl wieder steigt. Easterlin erwartete denn auch für die 1980er Jahre den Anfang eines neuen Babybooms.
Easterlin engagierte sich zudem in etlichen wissenschaftlichen Organisationen. 1978 wurde er in die American Academy of Arts and Sciences aufgenommen und saß der Population Association of America als Präsident vor, 1979 bis 1980 leitete er die Economic History Association. Ab 2004 war er Vizepräsident der International Society for Quality of Life Studies.
Für seine Arbeiten erhielt Easterlin diverse Auszeichnungen. Das Institut zur Zukunft der Arbeit verlieh ihm 2009 den IZA Prize in Labor Economics. 1978 wurde er Fellow der American Academy of Arts and Sciences, 1983 der Econometric Society und 2002 der National Academy of Sciences. 1993 wurde ihm der Irene-B.-Taeuber-Preis der Population Association of America verliehen. Seit 2022 zählte der Medienkonzern Clarivate ihn aufgrund der Zahl der Zitationen zu den Favoriten auf einen Nobelpreis (Clarivate Citation Laureates).